# Albert Rüdinger
Fritz Albert Christian Rüdinger (født 20. april 1838 på Frederiksberg, død 7. april 1925 i København) var en dansk violoncellist og maler. Han var far til Frederik Rüdinger.
Albert Rüdinger var søn af musiker Fritz Peter Heinrich Rüdinger (1801-1864) og Barbara Nicoline født Harss (1811-1894). Uddannet fra sin ungdom i violoncelspil af kapelmusikus Ferdinand Rauch blev han 1864 ansat som violoncellist i Det Kongelige Kapel, studerede fra 1866 en tid hos den bekendte Friedrich Grützmacher i Dresden, blev 1877 1. violoncellist i kapellet og tog sin afsked der fra 1899. Både som kammermusiker og som lærer var han meget anset, og de fleste af vore yngre dygtigere violoncellister skylder ham deres grundige uddannelse, for eksempel Henry Bramsen (indtil dennes 16. år), Anton Hegner, Emil Bruhn og Ejler Jensen. Han har udgivet Tekniske Studier for Violoncello (1892; 2. udgave 1898), som også bruges en del i udlandet, samt flere instruktive sager. I en lang række af år har han virket ved Københavns Musikkonservatorium som lærer på sit instrument, ligesom i Hornemans Musikinstitut.
Ved siden af denne sin virksomhed lagde han sig efter malerkunsten og fik vejledning af Otto Haslund og Harald Foss, men uddannede sig primært på egen hånd. Siden 1875 har han stadig været udstiller på Charlottenborg som dyremaler og især som landskabsmaler og har solgt nogle billeder til kunstforeningerne i København og Aalborg.
24. juni 1868 ægtede han Charlotte Adelaide Mørup (1844-1893), datter af godsforvalter Christian Mørup.
Han blev Ridder af Dannebrog 1897 og titulær professor 1907. Han døde 1925 og er begravet på Frederiksberg Ældre Kirkegård.
Der findes selvportrætter i Det kgl. Teater (1911), Teatermuseet og i familieeje.